# كونراد فرديناند ماير
كونراد فرديناند ماير (بالألمانية: Conrad Ferdinand Meyer) روائي وشاعر سويسري في الأدب الألماني. ولد عام 1825 في زيورخ، وتوفي عام 1898 في المدينة نفسها. أنهى ماير دراسته المدرسية في لوزان مما أتاح له الفرصة ليطلع مبكراً على الأدب الفرنسي. قطع دراسة الحقوق ليعيش منعزلاً في زيورخ منكباً على عمله الأدبي فقط. وأصبح أستاذاً شرفياً في جامعة زيورخ. إلا أنه أُصيب بانهيار عصبي أنهى حياته الأدبية.

## أعماله
- جورج يناتش «Georg Jenatsch» (رواية 1876).
- رصاصة من برج الصياد «Der Schuss von der Kanzel» (أُقصوصة 1878).
- القديس «Der Heilige» (أقصوصة 1880).
- زفاف الراهب «Die Hochzeit des Mönchs» (أقصوصة 1884).
- قصائد (1882-1892).

## روابط خارجية
- كونراد فرديناند ماير على موقع IMDb (الإنجليزية)
- كونراد فرديناند ماير على موقع الموسوعة البريطانية (الإنجليزية)
- كونراد فرديناند ماير على موقع ميوزك برينز (الإنجليزية)
- كونراد فرديناند ماير على موقع ديسكوغز (الإنجليزية)
- كونراد فرديناند ماير على موقع كينوبويسك (الروسية)